# Vehicle (The Clean)
Vehicle è un album discografico del gruppo musicale The Clean pubblicato nel 1990 in Nuova Zelanda e Australia dalla Flying Nun Records e in USA, Canada, Giappone ed Europa dalla Merge Records.

## Track list
Lato A
1. Draw(in)g to a (W)hole – 2:03
2. I Wait Around – 2:42
3. Bye Bye – 2:15
4. The Blue – 1:45
5. Dunes – 3:01
6. Some One – 1:51
7. Home – 2:01

Lato B
1. Diamond Shine – 3:13
2. Getting to You – 1:46
3. Big Soft Punch – 2:32
4. Big Cat – 1:41
5. I Can See – 2:33
6. Gem – 1:07

## Musicisti
- David Kilgour – chitarra e voce
- Robert Scott – basso
- Hamish Kilgour – batteria